# Riya Pillai
Riya Pillai (* 10. Oktober 1994) ist eine indische Badmintonspielerin. 

## Karriere
Riya Pillai wurde bei den Indian Juniors 2011 und 2012 jeweils Dritte. Auch bei der Bahrain International Challenge 2013. dem Bahrain International 2013, den Bangladesh International 2014 und den India International 2014 belegte sie Rang drei. 2014 siegte sie bei den Bahrain International.